# Adam Kazimierz Czartoryski

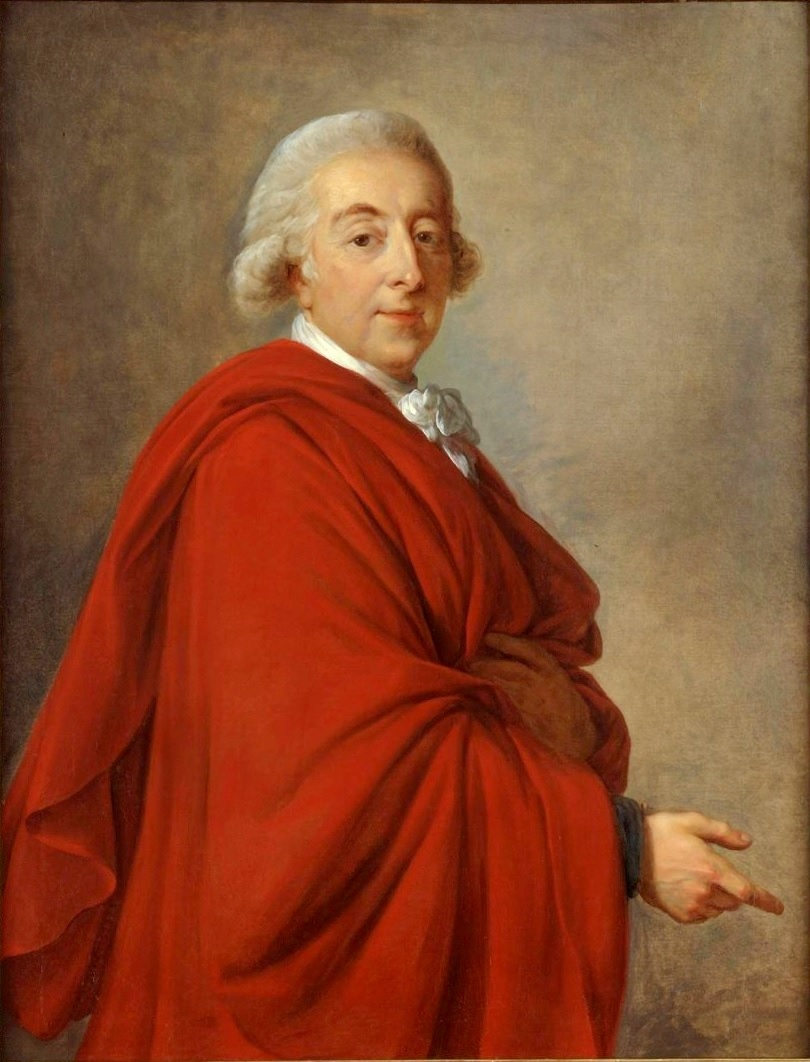
Adam Kazimierz Czartoryski

Adam Kazimierz Czartoryski (* 1. Dezember 1734 in Danzig; † 22. März 1823 in Sieniawa, Galizien) war ein polnischer Adliger und Thronkandidat.

## Leben
Adam Kazimierz Czartoryski war der Sohn des Fürsten August Aleksander und seiner Frau Maria Zofia Sieniawska. Nach dem Tod König Augusts III. wurde er als Kandidat für den polnischen Thron aufgestellt, musste aber Stanislaus Poniatowski weichen. Er trat nach der Ersten Teilung Polens wegen seiner in Galizien gelegenen Besitzungen in österreichische Dienste. Kaiser Joseph II. ernannte ihn zum Feldmarschall und verlieh ihm das Prädikat Durchlaucht sowie das ungarische Indigenat.
An dem Reichstag von 1788 bis 1791 und an den Bestrebungen des polnischen Adels, dem Vaterland die Unabhängigkeit wiederzubringen, nahm er eifrigen Anteil, suchte aber vergeblich den Kurfürsten von Sachsen zur Annahme der Krone Polens und den österreichischen Kaiser zur Vermittlung den eigennützigen Absichten Russlands gegenüber zu bewegen.
Zum Senator Palatinus ernannt, zog er sich auf seine Güter zurück und starb am 22. März 1823 in Sieniawa in Galizien.

Wappen der Familie Czartoryski

## Kinder
mit Izabella Czartoryska, geb. Gräfin von Flemming:
- Teresa Czartoryska († 1780 bei einem Brand)
- Maria Anna Czartoryska (1768–1854), verheiratet mit Herzog Ludwig von Württemberg
- Adam Jerzy Czartoryski (1770–1861), verheiratet mit Prinzessin Anna Zofia Sapieha (1799–1864)
- Konstantin Adam Czartoryski (1773–1860), verheiratet mit Maria Dzierżonowska
- Gabriela Czartoryska
- Zofia Czartoryska (1780–1837), verheiratet mit Graf Stanisław Kostka Zamoyski (1775–1856)

## Auszeichnungen
- Ritter des Orden vom Weißen Adler, verliehen am 25. November 1764
- Ritter des Sankt-Stanislaus-Ordens

## Werke
- Panna na wydaniu (1771)
- Katechizm kadecki (1774)
- Kawa (1779)
- Myśli o pismach polskich (1810)